# ان‌جی‌سی ۵۲۴۷
ان‌جی‌سی ۵۲۴۷ (انگلیسی: NGC 5247) نام یک کهکشان در صورت فلکی دوشیزه است.